# ビハール・シャリーフ

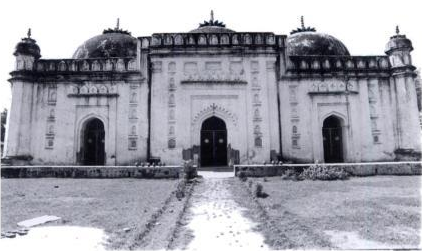
ブハーリー・モスク

ビハール・シャリーフ（ヒンディー語：बिहार शरीफ़, Bihar Sharif）は、インドのビハール州、ナーランダー県の都市。

## 歴史
1193年、ムハンマド・バフティヤール・ハルジーによって占領された。
15世紀、この地はブンデーラーのラージプートによって支配された。

## 人口
2011年の人口統計では、296,889人。